# Marathon van Utrecht 2005
De Jaarbeurs Utrecht Marathon 2005 vond plaats op maandag 28 maart 2005 (tweede paasdag) in het Nederlandse Utrecht. 
Bij de mannen werd de wedstrijd gewonnen door de Italiaan Giorgio Calcaterra in een tijd van 2:19.37. Bij de vrouwen ging de Russische Tatjana Perapelkina met de hoogste eer strijken. Zij finishte in 2:40.51.

## Uitslagen

### Mannen
| rang   | naam               | land | tijd    |
| ------ | ------------------ | ---- | ------- |
| Goud   | Giorgio Calcaterra | ITA  | 2:19.37 |
| Zilver | Abdel Agougil      | MAR  | 2:20.34 |
| Brons  | Saji Bouazza       | MAR  | 2:21.52 |
| 4      | Jos Lemmens        | BEL  | 2:28.51 |
| 5      | Roman Cucos        | MDA  | 2:31.35 |
| 6      | Rosta Kolich       | CZE  | 2:32.20 |
| 7      | Willem de Graaf    | NED  | 2:34.58 |
| 8      | Pascal Van Bondt   | BEL  | 2:38.06 |
| 9      | Marcel Swart       | NED  | 2:38.33 |
| 10     | Kees van Helmond   | NED  | 2:39.03 |

### Vrouwen
| rang   | naam                 | land | tijd    |
| ------ | -------------------- | ---- | ------- |
| Goud   | Tatjana Perapelkina  | RUS  | 2:40.51 |
| Zilver | Rimma Pouchkina      | RUS  | 2:41.06 |
| Brons  | Ludmilla Afonjuskina | RUS  | 2:44.28 |
| 4      | Marlien van Beek     | NED  | 3:04.52 |
| 5      | Ella Witjes          | NED  | 3:06.19 |
| 6      | Simone Guikema       | NED  | 3:10.29 |
| 7      | Elly Zigenhorn       | NED  | 3:12.31 |
| 8      | Petra Rasenberg      | NED  | 3:15.04 |
| 9      | Anne Rindt           | NED  | 3:15.05 |
| 10     | Hannah Wielenga      | NED  | 3:18.24 |

1978 · 
1979 · 
1980 · 
1981 · 
1982 · 
1983 · 
1984 · 
1985 · 
1986 · 
1987 · 
1988 · 
1989 · 
1990 · 
1991 · 
1992 · 
1993 · 
1994 · 
1995 · 
1996 · 
1997 · 
1998 · 
1999 · 
2000 · 
2001 · 
2002 · 
2003 · 
2004 · 
2005 · 
2006 · 
2007 · 
2008 · 
2009 · 
2010 ·
2011 ·
2012